# Yuri Galitzine
Prinz Yuri Galitzine (* 18. Februar 1919 in Yokohama; † 28. November 2002 in Leicestershire) war britisch-russischer Abstammung. Er schrieb als Angehöriger der Political Warfare Executive (PWE) den ersten offiziellen Bericht über das erste befreite Konzentrationslager in Westeuropa (KZ Natzweiler-Struthof). In der Nachkriegszeit war er im Kriegsministerium an der Verfolgung von deutschen Kriegsverbrechen – auch außerhalb des Dienstweges – beteiligt.

## Leben
Galitzine hatte ein britische Mutter und sein Vater entstammte dem russisch-litauischen Fürstengeschlecht der Golizyn. Geboren in Japan lebte er mit seiner Mutter zunächst in Österreich und Frankreich bevor er eine privilegierte Jugend im Vereinigten Königreich genoss. Zu Beginn des Zweiten Weltkrieges war er ein Sympathisant des antisemitischen und faschistischen The Right Club.
Im Jahr 1944 war er der 7. Armee unter General Patton als PWE-Kriegsberichterstatter im Hauptmannsrang zugeordnet. Nachdem das KZ Natzweiler-Struthof von den deutschen aufgegeben worden war, wurde er dorthin befohlen und erstellte den ersten Bericht zu einem deutschen Konzentrationslager, das von den Westalliierten besetzt wurde (Investigation Report on the Life in a German Extermination Camp (KZ Natzweiler) and the Atrocities committed there. 1941-1944.) Der Bericht mit grauenvollen Details, den Namen von zweiundzwanzig Tatverdächtigen und achtzehn Zeugenangaben sandte er an das SHAEF-Hauptquartier in Paris in Erwartung einer groß angelegten Pressekonferenz für die Weltöffentlichkeit. Stattdessen blieb der Bericht unter Verschluss, weil befürchtet wurde, er könnte den Durchhaltewillen der Täter anstacheln. Galitzine wurde zur Verschwiegenheit verpflichtet.
Befreundeten SAS-Angehörigen des 2. Regiments, das bei der Operation Loyton zahlreiche Vermisste zu beklagen hatte, gab er sein Wissen weiter, darunter auch Gerüchte und Indizien, dass Spezialkräfte in Natzweiler gefangen gehalten worden waren. Darunter vier SOE-Frauen, die dort getötet worden seien.
Nach dem Krieg arbeitete Galitzine im Kriegsministerium in der Abteilung AG3-VW (Violations of laws and usages of war) an der Verfolgung von Kriegsverbrechen. Als die Special Air Service 1945 aufgelöst wurde, unterstützte er das sogenannte SAS War Crime Investigation Team indem er staatliche Mittel für den Sold, die Logistik und Kommunikation dieser privaten Gruppe abzweigte. Dieser offiziell auftretenden Gruppe unter Brian Franks (Ex-SAS-Regimentskommandeur) und Eric Barkworth (Ex-SAS-Nachrichtenoffizier) gelang es, das Schicksal zahlreicher vermisster Kommandoangehöriger von SAS und Special Operations Executive (u. a. in Zusammenarbeit mit Vera Atkins) zu klären. Das Investigation Team sammelte Beweise, führte Zeugenbefragungen und Verhöre durch und nahm Verhaftungen vor.
Im Oktober 1945 setzte sich Galitzine mit dem Memorandum War „Crimes Hunting“ Teams für eine Intensivierung der Jagd auf Kriegsverbrecher nach dem erfolgreichen SAS-Model ein. Da sich das darniederliegende Vereinigte Königreich eine Friedensdividende erhoffte und sich pragmatisch keine teure Verbrecherjagd leisten wollte, gab es darauf keine direkte Antwort. Das Investigation Team blieb inoffiziell und löste sich erst 1949 nach zahlreichen Festnahmen von Kriegsverbrechern auf.
Nachdem im Natzweiler-Prozess vor einem britischen Militärgericht in Wuppertal am 1. Juni 1946 ein sehr mildes Urteil zur Ermordung von vier SOE-Funkerinnen gesprochen worden war, informierte er die Presse trotz Nachrichtensperre anonym über geheime Details der Ermordung. Am 2. Juni titelte der Sunday Express Four British girls burned alive – one German to die. Girl fought at oven door. Die Grausamkeiten des KZ Natzweiler-Struthof waren in den Schlagzeilen.
Später gründete Galitzine eine PR-Agentur in Mayfair. Er war viermal verheiratet und hat zwei Söhne und drei Töchter. Ein Teil seiner privaten Papiere befindet sich in dem nach ihm benannten Raum im Rutland County Museum.

## Werke
- Investigation Report on the Life in a German Extermination Camp (KZ Natzweiler) and the Atrocities commited there. 1941-1944